# Schloss Měšice (Südböhmen)

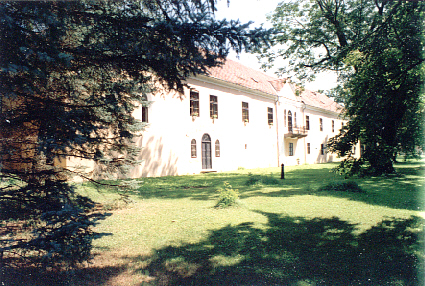
Ansicht

Das Barockschloss Měšice (deutsch Meschitz) liegt in Südböhmen am Rande der Stadt Tábor im Stadtteil Měšice, etwa 2 Kilometer östlich vom Stadtzentrum.

## Geschichte
Im Jahre 1545 ließ der Ritter Prokop von Hejlowetz (Prokop z Hejlovce) in dem seit dem 13. Jahrhundert nachweisbaren Dorf Měšice einen Ritterhof im Renaissancestil bauen.
Zu dieser Zeit gehörten der Familie Prokop von Hejlowetz die Gemeinden Měšice, Tschekanitz (Čekanice) und Illguth (Stoklasná Lhota).
Der Ritterhof in Meschitz wurde im Jahre 1699 von Johann Joseph Caretto Graf von Millessimo zu einem Barockschloss umgebaut. Im Jahre 1792 installierte Johann Henniger von Seeberg Wasser-Toiletten, die bis heute funktionsfähig sind. Johann Schmidtgräber von Lustenegg erweiterte im Jahre 1817 den Prunkbau um einen Treppengang im Empirestil, und das Äußere des Barockschlosses versah er mit einer Empirefassade.
Als Franz Grillparzer 1816 im Barockschloss Meschitz zu Besuch war, hörte er die Legende von der Baronin Antonia von Stillfried. Er benutzte sie für sein 1817 erschienenes Drama Die Ahnfrau.
Nach 1877 gehörte das Barockschloss den Baronen Nádherný von Borutín. 1997 erwarb Jan Berwid-Buquoy das zur Ruine heruntergekommene Bauwerk. Schloss Mesice ist nach einer Rekonstruktion wieder öffentlich zugänglich.
Das Schloss ist zugleich Sitz der Tschechischen Atlantischen Kommission.

## Besonderheit
Nach einer Legende hat Prokop von Hejlowetz im Jahre 1555 im Meschitzer Ritterhof die Dienstmagd Anna einmauern lassen. Während der Folterung habe die Beschuldigte zugegeben, in den Gemächern des Ritterhofes goldene und silberne Juwelen gestohlen zu haben.
Nach der Einmauerung von Anna verschwanden jedoch weiterhin verschiedene wertvolle Gegenstände. Später wurde festgestellt, dass die tatsächlichen Diebe Elstern waren, die während des Lüftens der Gemächer die Juwelen stahlen und in ihrem Nest auf dem bewaldeten Meschitzer Hügel direkt gegenüber dem Ritterhof deponierten. Die Dienstmagd Anna war also unschuldig gewesen und zu Unrecht gefoltert und eingemauert worden.

## Exposition
- Das Leben, Wohnen und Arbeiten im Barockschloss – Ein Einblick in die Probleme des Besitzes eines Kulturdenkmals von heute.
- Pikanterie: Funktionsfähige Wassertoiletten aus dem 18. Jahrhundert.
- Sagenhaftes: Die Legende über die eingemauerte Hausdienerin Anna.

## Schlosskapelle
Die Kapelle des Schlosses Měšice wurde im Jahre 1751 von Jan Antonín Votápek von Ritterswald erbaut. Am 26. März 2010 wurde die Kapelle nach ihrer Rekonstruktion durch Kardinal Miloslav Vlk auf den Namen des Heiligen Johannes von Nepomuk geweiht. Die Kapelle ist öffentlich zugänglich und veranstaltet ökumenische Gottesdienste.